# Chalcolecta
Chalcolecta là một chi nhện trong họ Salticidae.